# British Academy Film Special Awards
Ne doit pas être confondu avec British Academy Film Award du meilleur film spécialisé.
Les British Academy Film Special Awards sont des récompenses britanniques spéciales décernées entre 1948 à 1959 par la British Academy of Film and Television Arts (BAFTA) lors de la cérémonie annuelle des British Academy Film Awards.

## Palmarès
Note : les gagnants sont indiqués en gras. Les années indiquées sont celles au cours desquelles la cérémonie a eu lieu, soit l'année suivant leur sortie en salles (au Royaume-Uni).

### Années 1940
- 1948 : The World Is Rich – Paul Rotha •  Royaume-Uni
- 1949 : Atomic Physics – Derek Mayne
  - Bear That Got a Peacock's Tail •  Union soviétique
  - Divided World •  Suède
  - Norman McLaren Abstract Reel •  Canada
  - Paramount British Newsreel: Gandhi's Funeral •  Royaume-Uni et  États-Unis
  - Rubens •  Belgique
  - The Cat Concerto – Paul Haesaerts et Henri Storck •  États-Unis
  - Your Children's Sleep – Joseph Barbera et William Hanna

### Années 1950
- 1950 : La Famille Martin
  - Accidents Don't Happen, No. 5 •  Canada
  - Dots and Loops (film)|Dots and Loops •  Canada
  - A Fly in the House •  Royaume-Uni
  - The Legend of St. Ursula •  Italie
  - Tale About a Soldier •  Union soviétique
- 1951 : The True Fact of Japan - This Modern Age
  - Les Charmes de l'existence – Jean Grémillon •  France
  - The Magic Canvas
  - Mediãval Castles
  - Muscle Beach – Irving Lerner et Joseph Strick •  États-Unis
  - Scrapbook for 1933
  - Sound
- 1952 : Gerald McBoing-Boing – Robert Cannon •  États-Unis
  - The Diesel Story
  - Enterprise
  - Henry Moore
  - The Isle of Man TT 1950
  - Mother's Day – James Broughton •  États-Unis
  - We've Come a Long Way
- 1953 : Animated Genesis
  - A Phantasy – Norman McLaren •  Canada
  - The Angry Boy •  États-Unis
  - Balance 1950
  - Basic Principles of Lubrication
  - The Carlsen Story
  - Demonstrations on Perception •  États-Unis
  - Machining of Metals
  - The Moon
  - Organisation of the Human Body
  - The Stanlow Story
  - To the Rescue – Ronald Weyman •  États-Unis
- 1954 : Sports et transports ! (The Romance of Transportation in Canada) – Colin Low •  Canada
  - The Figurehead
  - Full Circle
  - Johnny on the Run – Lewis Gilbert •  Royaume-Uni
  - Little Boy Blew
  - Moving Spirit
  - The Dog and the Diamonds – Ralph Thomas •  Royaume-Uni
  - The Pleasure Garden – James Broughton •  Royaume-Uni
- 1955 : A Time Out of War – Denis Sanders •  États-Unis
  - Axel Petersen •  Suède
  - The Drawings of Leonardo Da Vinci
  - The Origin of Coal
  - Powered Flight: The Story of the Century – Stuart Legg •  Royaume-Uni
  - The Living Desert – James Algar •  États-Unis
- 1956 : The Bespoke Overcoat – Jack Clayton •  Royaume-Uni
  - Mr. Mensah Builds a House – Sean Graham •  Ghana
  - The Steps of Age
- 1957 : Le Ballon rouge – Albert Lamorisse •  France
  - Disneyland (Man in Space (1x20) – Ward Kimball •  États-Unis
  - On the Twelfth Day... – Wendy Toye •  Royaume-Uni
  - The Ruthless One
  - The Door in the Wall – Glenn H. Alvey Jr. •  Royaume-Uni
  - Underwater Symphony •  Italie
- 1958 : A Chairy Tale – Claude Jutra et Norman McLaren •  Canada
  - Introducing Telex
  - Successful Instruction
- 1959 : The Children's Film Foundation